# Kadapur, Chikodi
Kadapur là một làng thuộc tehsil Chikodi, huyện Belgaum, bang Karnataka, Ấn Độ.